# Гінтерер-Брохкогель
Гінтерер Брохкогель (нім. Hintere Brochkogel, нім. вимова: [ˈhɪntəʀɐ ˈbʀɔχˌkoːɡl̩] ( прослухати), раніше також звана Прьохкогель, нім. Pröchkogel), з висотою 3623 метрів над рівнем Адріатичного моря (за іншими даними 3624 та 3635) — третя за висотою гора у групі Вайсскамм Ецтальських Альп у федеральній землі Тіроль. Вершина гори покрита фірнном навіть влітку. Має форму піраміди, чіткі ребра якої направлені на північ, південний схід та південний захід. До гори можна дістатися від Breslauer Hütte, похід туди є коротшою альтернативою Вільдшпітце.

## Зноски
1. ↑  Zeitschrift des Deutschen Alpenvereins[de], Jahrgang 1869/70, München 1870, S. 232.
2. ↑  tirisMaps. maps.tirol.gv.at. Процитовано 12 січня 2025.
3. ↑  Klier, 2002, с. 312.